# 卡尔·李卜克内西
卡尔·李卜克内西（德語：Karl Liebknecht，德語發音：[kaʁl ˈliːpknɛçt] ⓘ；1871年8月13日—1919年1月15日），德国马克思主义政治家、律师，德国共产党创始人之一。

## 生平
李卜克内西生于莱比锡，父亲威廉·李卜克内西是德国社会民主党的创始人之一。但是，李卜克內西比他的父親更為激進。當他在萊比錫及柏林修讀法學和政治經濟學期間，他就成為了馬克思主義的倡導者。
李卜克內西在1900年5月8日與尤莉娅·帕拉迪斯結婚。夫婦倆育有兩兒一女。他的妻子於1911年死于胆囊手术。1914年，李卜克內西迎娶了第二任妻子索菲·李卜克内西。
李卜克內西是一個活躍的第二國際成員，亦是社会主义青年国际的創始人。
1912年，李卜克內西代表德國社會民主黨左翼当选帝国议会议员。
1918年11月9日，李卜克内西在柏林宫宣布德国为“自由社会主义共和国”。
1919年1月15日，李卜克內西及羅莎·盧森堡被自由軍團的士兵劫持到柏林的伊登旅館，被拷打及盤問幾個小時後遭到殺害。

## 外部連結
- Karl Liebknecht archive （页面存档备份，存于） (a free library of his most important works).